# 出雲大神宮
出雲大神宮（いずもだいじんぐう）是位在日本京都府龜岡市的神社。為式內社（名神大社）、丹波國一宮、舊社格為國幣中社。舊稱出雲神社。

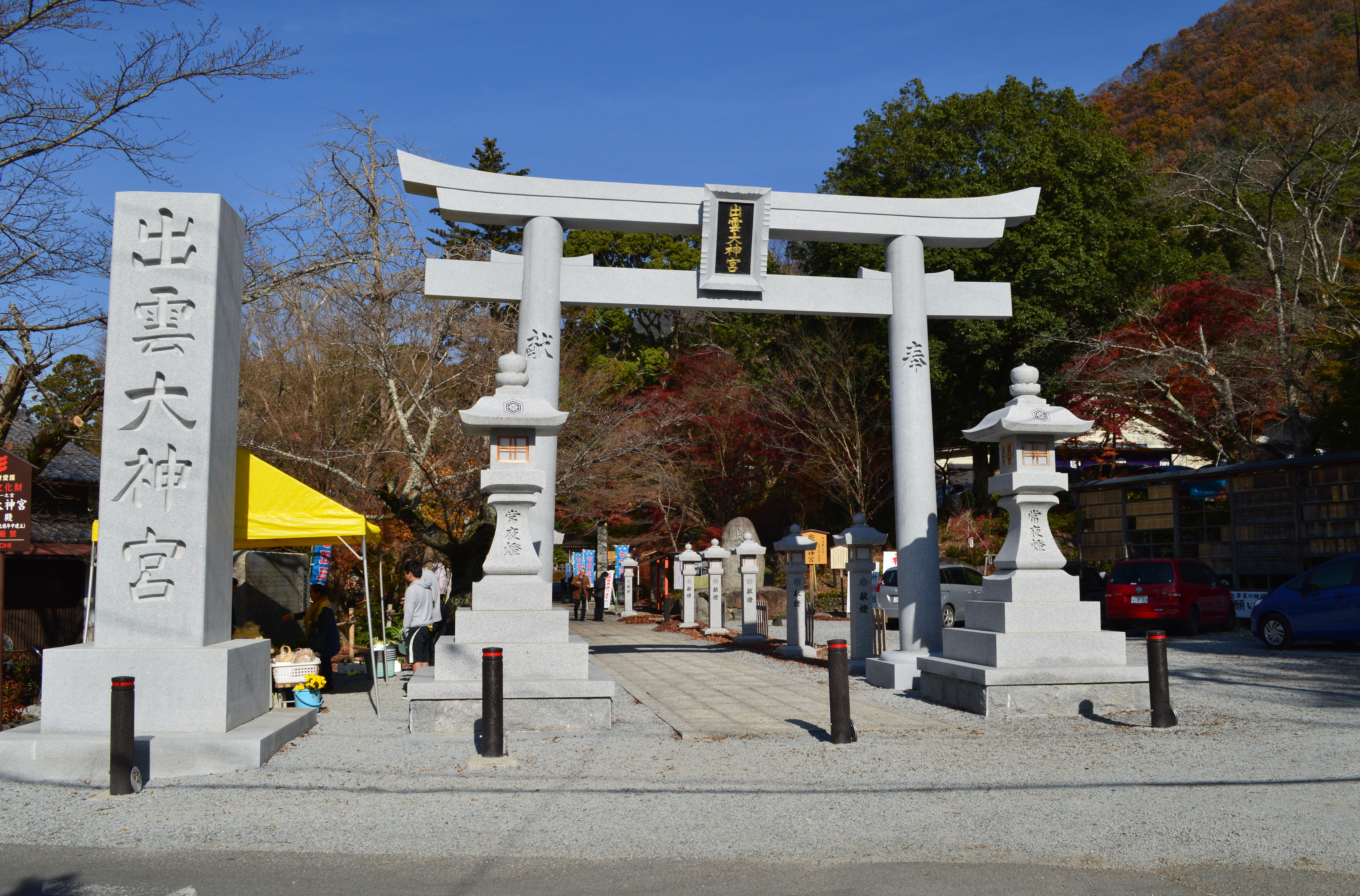
大鳥居

## 概要
別稱「元出雲」，以背後的「千年山」作為神體山，所以也稱作「千年宮」。出雲大社在到明治時代為止稱作「杵築大社」，所以到江戶時代末，出雲神社是指現在的出雲大神宮。

## 關連項目
- 出雲大社

## 外部連結
- 出雲大神宮 （页面存档备份，存于）